# Sierp móżdżku

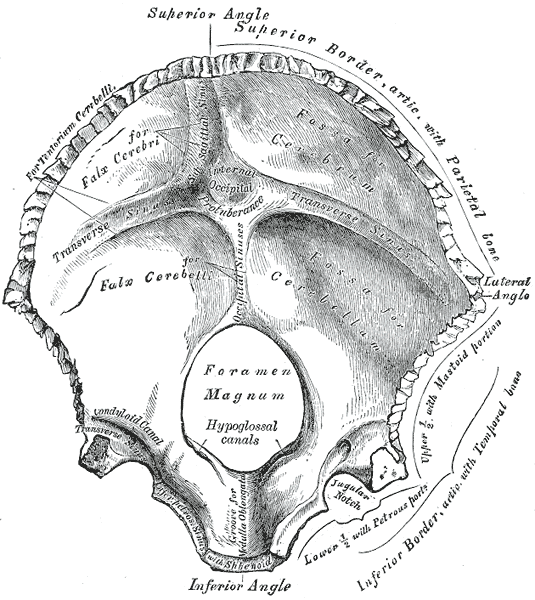
Kość potyliczna widziana od strony wnętrza czaszki. Miejsce przyczepu sierpa móżdżku ("for falx cerebelli") jest powyżej otworu owalnego

Sierp móżdżku (łac. falx cerebelli) – w anatomii człowieka mała (znacznie mniejsza od sierpa mózgu) wypustka opony twardej przebiegająca w płaszczyźnie strzałkowej. Jest zlokalizowana w przestrzeni podnamiotowej i oddziela od siebie półkule móżdżku.
Po stronie tylnej opona jest przyczepiona do grzebienia potylicznego wewnętrznego na kości potylicznej; następnie biegnąc ku przodowi dzieli móżdżek na dwie części. Z przodu kończy się na namiocie móżdżku.